# منتخب كولومبيا لاتحاد الرغبي للسيدات
منتخب كولومبيا الوطني لاتحاد الرغبي للسيدات (بالإسبانية: Selección femenina de rugby 7 de Colombia)‏ هو ممثل كولومبيا الرسمي في المنافسات الدولية في اتحاد الرغبي، وسباعيات الرغبي للسيدات.